# Сегедински мир
Сегедински мир (тур. Edirne-Segedin Antlaşması, мађ. Váradi béke) мировни је споразум који су на љето 1444. потписали угарски краљ Владислав III и османски султан Мурат II. Још једна страна у споразуму био је српски деспот Ђурађ Бранковић, бивши посредник. Споразум је био резултат тешког стања у којем се Мурат нашао приморан да се бори са учесницима Варнинског крсташког похода у Румелији и са владаром беглука Караманид Ибрахим-бегом у Анадолији.
Споразум добио назив по Сегедину, јер га је Владислав требао потписати у Сегедину, а Владиславови преговори са Муратовим изасланицима вођењни су у Сегедину. Међутим, споразум су у ствари потписан у два различита мјеста, Мурат у Једрену, а Владислав у Варадину. Касније, све до краја 18. вијека, османски султани су сматрали да је само њихов потпис довољан да споразум са другом државом ступи на снагу.
Током мировних преговора са султаном, краљ Владислав је обећао папи Евгенију IV да ће наставити крсташки поход. Владислав је 1. августа положио заклетву на Јеванђељу да ће се 10 година придржавати услова споразума, а 4. августа је поништио споразум и обећао да ће супротставити Османлијама. То га је довело до страшног пораза и сопствене смрти. Због чињенице да ни латински ни османски оригинални споразума нису опстали, било је покушаја скривања Владиславовог потписа споразума како би се са краља скинула оптужба за кривоклетство.

## Предисторија
На Фераро-Флорентинском сабору од 1437. до 1439. папа Евгеније IV најавио је крсташки поход против Османлија. Османска војска под султаном Муратом II напала је Београд 1440. године. Петомјесечна опсада града, иако је није довела до османског заузимања, приморала је Угарску и њене савезнике да одлучније дјелују. У наредним годинама Јанош Хуњади, војвода Трансилваније (1441—1456), остварио је неколико побједа над османским трупама, што је хришћанима улило вјеру и над, а и помогло да убрза организација крсташког похода. Јанош је побиједио смедеревског санџак-бега 1441, у прољеће 1442. у близини Херманштата побиједио је војску видинског санџак-бега Мезида, а у љето исте године у Ђердапској клисури савладао је трупе од 80.000 османских војника, коју је предводио румејлијски беглербег Шехабедин. У коначном савезу против Османлија били су цар Светог римског царства Жигмунд, краљ Пољске и Угарске Владислав III, трансилванијски војвода Јанош Хуњади, влашки господар Влад II Дракул и српски деспот Ђурађ Бранковић. Муслимански владар Ибрахим-бег II Караманид, такође је био савезник крсташа. Војска, са којом је био и папин представник кардинал Јулијан Цезарини, прешла је 22. јула 1443. из Будина у Смедерево на Дунаву. Успут су се војсци придружиле бугарске, босанске и албанске трупе. Први велики сукоб, окончан османским поразом, одвио се у октобру 1443. на ријеци Морави код Ниша, а 24. децембра Османлије су поражене код Јаловца између Софије и Филипоља. Као резултат друге битке, код Куновице је заробљен болски санџакбег Чандарли Махмут (брат великог везира Халил-паше, а ожењен сестром Мурата Хафсе-хатуна).
Јаки мразеви нису дозволили крсташима да учврсте своје успјехе, али и Мурата II нису занимала даља непријатељства у Европи. Према византијском историчару Дуки, султан је покушавао да сукоба у Европи како би се позабавио Анадолијом, гдје му се супротстављао његов зет Ибрахим-бег Карамадин. Поред тога, Муратова сестра се молила султана да ослободи њеног мужа, који је заробљен код Куновице.

## Мир

### Почетак преговора
У јануару 1444, када је краљ Владислав још био с војском у Србији, султанов изасланик дошао је код њега како би се договорили око кључних тачака мировног уговора и времена преговора. Могуће је да је прво посланство покушало не толико да склопи мир, колико да постигне ослобађања Муратовог зета. Муратова иницијатива понудила је Угарској избор између рата и мира. Како је сам Владислав написао у писму Скендербегу, позивајући га да се придружи походу, изван Балкана краља Владислава у рату против Османлија подржавали су само папа Евгеније и бургундски војвода Филип III.
Кроз Дубровник је прошао грчки монах 6. марта са писмом Маре Бранковић, која га је тајно послала свом оцу, деспоту Ђурађу, тражећи помоћ у преговорима. Султан је преко своје супруге понудио свом тасту обнову уништених српских утврђења, укључујући и Смедерево, ради посредовања у мировним преговорима. Ђурађ је одлучио искористити прилику да обнови своју државу и ступио је у контакт с краљев Владиславом. Његово посредовање покренуло је нова питања за крсташе. Било је очигледно да би, ако би мир који је Бранковић тражио, одбила Угарска, деспот би или прешао на Муратову страну или би остао неутралан, али би у оба случаја губитака таквог савезника ослабио угарску војску до те мјере да би рат с Муратом био немогућ.
У присуству Ђулијана Ћесарија, краљ је 15. априла 1444. свечано обећао да ће рат с Османлијама бити настављен на љето, неколико дана не дајући наредбу свом посланику Стојку Гизданићу да оде код султана на преговоре. Међутим, Владислав је 24. априла послао писмо султану у коме је најавио скори долазак свог изасланика, овлашћеног за преговоре о миру. Стојко Гизданић је заједно са представником Јаноша Хуњадија Витиславом отпутовао 25. априла за Једрене у пратњи страже од шездесет витезова. Истовремено, у османску пријестоницу допутовао је папин шпијун, Кирнијак Анконски и два представника Ђурађа Бранковића: митрополит смедеревски Атанасије Фрасак и деспотов канцелар Богдан. Султан је више пута примао изасланике сљедећим редослиједом: Стојко Гизданић, затим два деспотова амбасадора и на крају изасланик Јаноша Хуњадија. У првој етапи преговора ослобођен је Махмут-бег, који је у Једрене стигао крајем маја или почетком јуна 1444. године. Питање о којем се највише разговарало током преговора била је контрола дунавских утврђења, нарочито Голупца и Смедерева, које су Османлије жељеле да задрже.

### Муратово потписивање мира
Након тродневне расправе, Мурат је 12. јула 1444. журно потписао уговор јер је Ибрахим-бег напао османске посједе у Анадолији. Према Киријаковом писму од 12. јуна, Мурат је примио изасланике који су султану предали документ са приједлозима, који је 25. априла потписао краљ Владислав. У присуству Стојка, Мурат је положио заклетву на Куран да ће се придржавати уговора, а затим је посао Сулејмана Балтаоглуа са текстом уговора у Сегедин у пратњи Грка Вранаса, тако да ће Сулејман предати заклетву угарском краљу.

## Значај
Нема сумње, да је Хуњади имао право када је тврдио, да се таквим миром постигло више и много сигурније, него једном неизвесном борбом. Али је несумњиво и то, да је овај мир био потребнији Турцима него Мађарима, и да је пресекао једну велику акцију. Сегедински мир је чисто дело деспота Ђурђа. Он је желео да час пре васпостави Србију, држећи да је боље примити то што је већ на длану од оног што тек има неизвесно да дође. Он је видео и наличје рада хришћанске лиге и изгубио је многе илузије. Био је и сит вечитог преговарања, богорађења и свих сплетака, које су пратиле све дотадашње преговоре и спремања. Њему је, већ остарелом, било већ доста и крви и рата. А, што је најглавније, можда се није ни надао неком пресудном успеху знајући стање у Угарској, које је било далеко од тог да буде чвршће грађе од оног у Турској, ма какве иначе биле моменталне прилике у Муратовој царевини.